# Ken Swenson
Kenneth Lloyd « Ken » Swenson (né le 18 avril 1948 à Clay Center) est un athlète américain, spécialiste des courses de demi-fond. 

## Biographie
Ken Swenson établit la meilleure performance mondiale de l'année sur 800 m en 1970, avec le temps de 1 min 44 s 80, record personnel.
Il remporte le titre du 800 m lors des Jeux panaméricains de 1971 à Cali.

### Palmarès
| Date | Compétition        | Lieu | Résultat | Épreuve | Performance   |
| ---- | ------------------ | ---- | -------- | ------- | ------------- |
| 1971 | Jeux panaméricains | Cali | 1er      | 800 m   | 1 min 48 s 08 |

### Records
| Épreuve | Performance   | Lieu      | Date            |
| ------- | ------------- | --------- | --------------- |
| 800 m   | 1 min 44 s 80 | Stuttgart | 16 juillet 1970 |